# Jerarquia de gèneres
Una jerarquia de gèneres és qualsevol formalització que ordena segons el seu valor o categoria diferents tipus de gèneres artístics.
Les jerarquies més conegudes són sustentades per les acadèmies europees entre el segle xvii i l'edat moderna, en els gèneres pictòrics va tenir preponderància la jerarquia proposada per l'Acadèmia francesa que ocupava un paper central en l'art acadèmic. L'any 1667, André Félibien historiògraf, arquitecte i teoric del classicisme francès en un pròleg de les Conferències de l'Acadèmia codifica la pintura clàssica, per temes pictòrics: "la història, el retrat, el paisatge, els mars, les flors i els fruits".
Reproduïm aquí en francès de l'època:
"Celui qui fait parfaitement des païsages est au-dessus d'un autre qui ne fait que des fruits, des fleurs ou des coquilles. Celui qui peint des animaux vivans est plus estimable que ceux qui ne représentent que des choses mortes & sans mouvement; & comme la figure de l'homme est le plus parfait ouvrage de Dieu sur la Terre, il est certain aussi que celui qui se rend l'imitateur de Dieu en peignant des figures humaines, est beaucoup plus excellent que tous les autres ... un Peintre qui ne fait que des portraits, n'a pas encore cette haute perfection de l'Art, & ne peut prétendre à l'honneur que reçoivent les plus sçavans. Il faut pour cela passer d'une seule figure à la représentation de plusieurs ensemble; il faut traiter l'histoire & la fable; il faut représenter de grandes actions comme les historiens, ou des sujets agréables comme les Poëtes; & montant encore plus haut, il faut par des compositions allégoriques, sçavoir couvrir sous le voile de la fable les vertus des grands hommes, & les mystères les plus relevez."
Aquesta jerarquia sobretot tenia sentit per a l'Acadèmia. Els particulars es preocupaven bàsicament de fer pintar el seu retrat. El públic prestarà cada cop menys atenció a les normes acadèmiques, i al segle xix, el paisatge triomfarà, fins i tot en les comandes d'Estat. El 1850, el "paisatge campestre" (escena natural que suscita una emoció a l'artista, i aquest vol transmetre a l'espectador) es torna preponderant en relació amb "paisatge heroic" (en el qual es desenvolupa una escena històrica o mitològica).

Basant-se en aquella jerarquia classifiquem de més noble a menys els següents gèneres:
- Pintura d'història
- Pintura de gènere
- Retrat
- Paisatge
- Natura morta